# King Tee
King Tee, ou King T, de son vrai nom Roger McBride, né le 14 décembre 1968 à Compton en Californie,, est un rappeur américain. 
L'un des premiers rappeurs originaires de Compton, McBride signe au label Capitol Records, où il publie son premier album Act a Fool en 1988 qui contient les singles à succès Act a Fool, Payback's a Mutha, The Coolest et Bass (Remix). À la fin des années 1980 et début des années 1990, il s'associe avec DJ Pooh, et aide à la popularisation du groupe Tha Alkaholiks. T est également CEO de son propre label, King T Inc. En 2012, le magazine Complex classe McBride 11e dans sa liste des « 50 rappeurs les plus sous-estimés de tous les temps ».

## Biographie
McBride est né le 14 décembre 1968 à Compton en Californie. Il commence sa carrière musicale sous le label Capitol Records en publiant son premier album Act a Fool le 16 novembre 1988. Certains de ses premiers morceaux sont produits par The Unknown DJ, qui a aussi produit les premiers titres d'Ice-T. L'album, qui contient les singles à succès Act a Fool, Payback's a Mutha, The Coolest et Bass (Remix), se classe 125e du Billboard 200. Le 24 septembre 1990, McBride publie son deuxième album, At Your Own Risk. L'album contient les singles Do Your Thing, Jay Fay Dray et On the Dance Tip, et se classe 175e du Billboard 200. Il suit en 1993 d'un troisième album, Tha Triflin' Album, classé 195e du Billboard 200. Chez Capitol Records, il apporte son soutien au groupe de rap Tha Alkaholiks. 
Modérément connu, McBride est souvent cité pour avoir inspiré les premiers rappeurs gangsta rap du début et du milieu des années 1990 ; il collabore notamment avec les producteurs DJ Pooh et E-Swift, encore inconnus à l'époque. Par la suite, King T refait surface de temps à autre. Il signe au label Music Corporation of America (MCA) pour la publication de son quatrième album, IV Life, le 28 mars 1995. L'album, qui contient les singles Super Nigga, Down Ass Loc et Let's Go Dippin, se classe 171e du Billboard 200. 
En 1996, il signe sur le label Aftermath Entertainment de Dr. Dre et participe à l'album Dr. Dre Presents... The Aftermath puis à l'album 2001,. Dre produit le cinquième album de King T, intitulé Thy Kingdom Come, en 1998, qui ne sera finalement publié qu'en 2002. 
McBride quitte le label en bons termes en 2004, et signe par la suite sur celui d'Eazy-E, Ruthless Records. En 2006, il signe au label Boss'up Entertainment et publie une mixtape intitulée Boss Up. 
Vers 2009, McBride entre dans une profonde dépression après la mort de sa fille, et des problèmes conjugaux, qui l'empêcheront de se consacrer à la musique comme il l'explique lors d'un entretien en 2013 avec HipHopDX. Il reprendra finalement le micro, notamment, grâce au soutien de Dre et Xzibit et publiera une nouvelle mixtape en 2012 intitulée Still Triflin, titre qui s'inspire de son album Tha Triflin' Album. 
En 2014, King T entre en conflit avec le rappeur Coolio, ce dernier ayant rappelé lors d'un entretien avec le magazine Vibe une vieille confrontation de King T face à Tupac dans les années 1990 à laquelle il a assisté.

## Vie privée
Le 19 mai 2009, la fille de King Tee, Heaven McBride, est tuée dans un accident de voiture. Elle était âgée de 16 ans. 

## Discographie

### Albums studio
- 1988 : Act a Fool
- 1990 : At Your Own Risk
- 1993 : Tha Triflin' Album
- 1995 : IV Life
- 1998 : Thy Kingdom Come

### Compilations
- 1998 : Ruff Rhymes: Greatest Hits Collection
- 2004 : The Ruthless Chronicles

### Mixtapes
- 2006 : Boss Up: Volume 1
- 2007 : CT Experience
- 2012 : Still Triflin